# Stanisław Choróbski
Stanisław Michał Choróbski (ur. 27 sierpnia 1895 w Podhajcach, zm. 2 marca 1916 pod Wołczkiem) – podoficer Legionów Polskich, kawaler Orderu Virtuti Militari.

## Życiorys
Urodził się w rodzinie Stanisława i Wandy z Buynowskich. Absolwent II gimnazjum w Tarnowie, student medycyny w Wiedniu. W 1914 wstąpił do Legionów Polskich. Służył w 2 a następnie w 4 szwadronie 2 pułku ułanów. W listopadzie 1915 został kapralem. Zginął podczas ochotniczego patrolu w pobliżu pozycji nieprzyjaciela pod Wołczkiem. Pochowany został na miejscowym cmentarzu. Za bohaterstwo w walce odznaczony został Krzyżem Srebrnym Orderu Virtuti Militari.

## Ordery i odznaczenia
- Krzyż Srebrny Orderu Virtuti Militari nr 5500
- Krzyż Niepodległości (pośmiertnie, 6 czerwca 1931)[3]